# Laplandite-(Ce)
La laplandite-(Ce) è un minerale.